# Franc de la principauté de Lucques et Piombino
Vous lisez un « bon article » labellisé en 2021.
Pour les articles homonymes, voir franc.
Le franc (en italien : franco) est une unité monétaire émise entre 1810 et 1814 par la principauté de Lucques et Piombino, un État satellite du Premier Empire français. 
Cette monnaie se base sur le système décimal et se subdivise en 100 centimes (centesimi). Elle circule à parité avec le franc français, dont les pièces de 5 et 1 francs lucquoises reprennent les caractéristiques (diamètre, masse, titre).
La monnaie en circulation se compose de pièces de 5 francs et 1 franc en argent ainsi que de 5 et 3 centimes en cuivre. Bien que l'émission ne commence qu'en 1810, les pièces comportent des millésimes rétrospectifs compris entre 1805 et 1808.
Chaque type comporte à l'avers les bustes joints des souverains de la principauté, la princesse Élisa Bonaparte, sœur de Napoléon Ier, au premier plan, et son époux le prince Félix Baciocchi au second plan, entourés de la légende FELICE ED ELISA PP•DI LUCCA E PIOMBINO (Félix et Élisa couple princier de Lucques et Piombino). Au revers, les monnaies en argent comportent l'indication de la valeur entourée d'une couronne de laurier ainsi que le millésime en exergue, tandis que les pièces de cuivre affichent la valeur et le millésime sur trois lignes, sans couronne et avec une étoile en exergue. La légende est toujours PRINCIPATO DI LUCCA E PIOMBINO (principauté de Lucques et Piombino). 
Le franc de Lucques et Piombino est dessiné par le médailliste Giovanni Antonio Santarelli et produit à hauteur de 707 125 pièces par l'atelier monétaire de Florence, dans le département français de l'Arno. Si les deux monnaies de cuivre sont toujours identiques, un total de 17 esthétiques uniques existe pour les pièces en argent de 1 franc (6 variantes) et 5 francs (11 variantes).
Avec le franc français, la lire du royaume d’Italie, la lire des Deux-Siciles du royaume de Naples, le franc du royaume de Westphalie, le réal espagnol et la lire de Parme, le franc de Lucques et Piombino fait partie des monnaies napoléonides. Élisa est la seule des trois sœurs de Napoléon à avoir fait battre monnaie à son effigie. 
À la chute du Premier Empire en 1814, l'armée autrichienne occupe la principauté de Lucques et Piombino. Au sein du duché de Lucques créé l'année suivante sous Marie-Louise de Bourbon, le franc de Lucques et Piombino continue de circuler à côté du franc français ainsi que de l'ancienne lire de Lucques, du florin toscan et de la lire du royaume d'Étrurie. L'ensemble de ces monnaies d'usage est progressivement retiré de la circulation à partir de 1827 lorsque le duc Charles-Louis les remplace par la nouvelle lire de Lucques à son effigie.

## Contexte

### Occupation française de l'Italie (1796-1805)

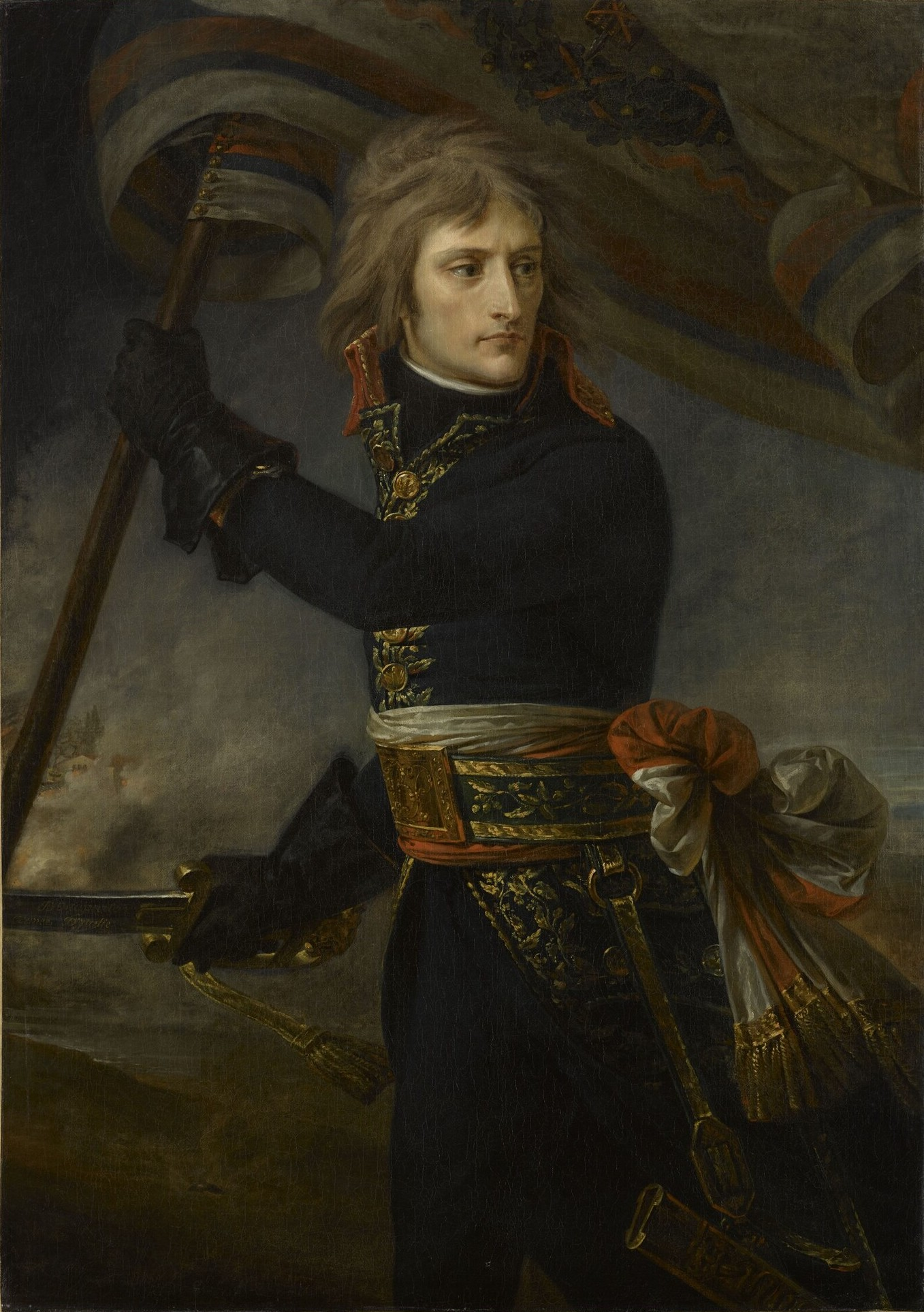
Les victoires du général Bonaparte lors de la première campagne d'Italie (1796-1797), renouvelées en 1800 à la bataille de Marengo, installent la domination française en Italie du Nord jusqu'en 1814.

Pendant la guerre de la Première Coalition, l'armée française révolutionnaire occupe l'Italie du Nord en respectant la neutralité de la république de Lucques. Entre 1796 et 1799, cinq républiques sœurs favorables aux intérêts de la France sont établies dans la péninsule italienne : la République cisalpine à Milan (juin 1797), la République ligurienne à Gênes (juin 1797), la République romaine à Rome (février 1798), la République piémontaise à Turin (décembre 1798) et la République parthénopéenne à Naples (janvier 1799). 
Le 2 janvier 1799, les troupes françaises du général Sérurier entrent finalement à Lucques. Le 4 février, Sérurier décrète la fin du régime aristocratique et l'installation d'un gouvernement provisoire démocratique, bientôt remplacé par une constitution calquée sur le modèle directorial français. Avec la formation de la Deuxième Coalition début 1799, la ville est de nouveau occupée par les Autrichiens à partir du 17 juillet. Un an plus tard, la victoire française à Marengo le 14 juin 1800 expulse durablement les coalisés d'Italie, permettant la restauration du régime démocratique à Lucques. 
En France, l'instauration du Consulat par Napoléon Bonaparte en décembre 1799 s'accompagne d'un assouplissement de l'idéologie révolutionnaire vers une politique de compromis entre les idées anciennes et nouvelles, y compris dans les territoires occupés. Le 26 décembre 1801, la république de Lucques peut revenir à une constitution aristocratique alignée avec les intérêts français qui dure jusqu'en 1805. 
Le sacre de Napoléon le 2 décembre 1804 annonce une politique dynastique comprenant l'attribution de fiefs impériaux aux membres de sa famille. Le 17 mars 1805, l'Empereur des Français confie à sa sœur Élisa et son mari Félix Baciocchi la principauté de Piombino, occupée par la France depuis le traité de Florence du 28 mars 1801. Le 4 juin, le gouvernement de Lucques envoie une députation auprès de l'Empereur demander une nouvelle constitution confiant la souveraineté héréditaire de cet État à un membre de sa famille. Le 25 juin, une nouvelle constitution réunit la république de Lucques à la principauté de Piombino, créant la principauté de Lucques et Piombino gouvernée par Élisa et Félix.
Cette entrée progressive de Lucques dans la sphère d'influence française s'accompagne de la généralisation du franc français dans les caisses lucquoises, aux côtés de l'ancienne lire de Lucques.

### Monnaies révolutionnaires et napoléonides en Italie

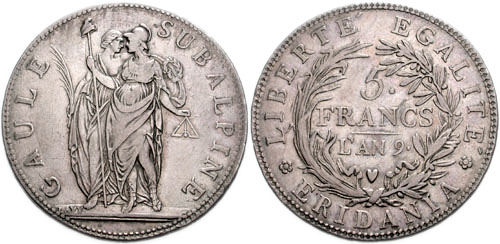
Émis à Turin dès le retour de la présence française en 1800, le franc de la République subalpine inaugure le système décimal dans la péninsule italienne.

Dès 1796, différentes entités politiques formées à la suite de l'occupation française commencent à émettre de nouvelles monnaies révolutionnaires suivant le système duodécimal traditionnel. Le gouvernement général de Bologne établi en juin 1796 est le premier à frapper des pièces d'argent, de billon et de cuivre, suivi par son successeur la République cispadane qui y ajoute une monnaie en or de 20 lires.
La République ligure, établie à Gênes entre 1798 et 1805, frappe une nouvelle lire duodécimale comprenant des types de 96, 48, 24, et 12 lires en or et 8, 4, 2 et 1 lires en argent. Les Républiques romaine et piémontaise de 1798 émettent de nouveaux types de leurs lires locales respectives. Similairement, la République parthénopéenne en existence à Naples entre janvier et juin 1799 produit des types révolutionnaires de la piastre napolitaine en argent et en cuivre. À Lucques, la république démocratique qui commence le 4 février 1799 n'émet aucune monnaie de circulation. 
Après la victoire française à Marengo le 14 juin 1800, la République subalpine installée à Turin inaugure le système décimal en Italie, avec l'émission de deux types en or et en argent dérivés du franc français, d'une valeur respective de 20 et 5 francs.
Rétablie à Milan, la République cisalpine reprend le système duodécimal avec l'émission de monnaies en argent de 6 lires et de 30 sous. Devenue la République italienne le 26 janvier 1802, elle ne frappe alors aucune autre monnaie de circulation, bien que les nombreux essais produits témoignent du souhait des autorités d'y étendre le système décimal. C'est chose faite en 1806, lorsque son successeur le royaume d'Italie officialise une nouvelle lire italienne décimale, subdivisée en 20 sous et 100 centimes. Cette devise circule à parité avec le franc français et comporte le buste du roi Napoléon à l'avers.
Après l'annexion à la France de la République subalpine (11 septembre 1802), de la République ligurienne (6 juin 1805), et des États pontificaux (17 mai 1809), les ateliers monétaires de Turin, Gênes et Rome commencent la production de pièces en franc français à l'effigie de Napoléon,. Installé sur le trône du royaume de Naples par décret impérial le 30 mars 1806, Joseph Bonaparte devient dès 1807 le premier des frères et sœurs de l'Empereur à faire battre monnaie à son effigie avec l'émission d'une piastre en argent,. Après sa nomination au trône d'Espagne le 10 mai 1808, l'émission de la piastre napolitaine se poursuit à l'effigie de son remplaçant Joachim Murat, beau-frère de l'Empereur, tandis que le buste de Joseph orne désormais les réaux espagnols,. La même année, Jérôme Bonaparte commence à son tour la production du franc du royaume de Westphalie à Cassel.

### Situation géopolitique de la Toscane

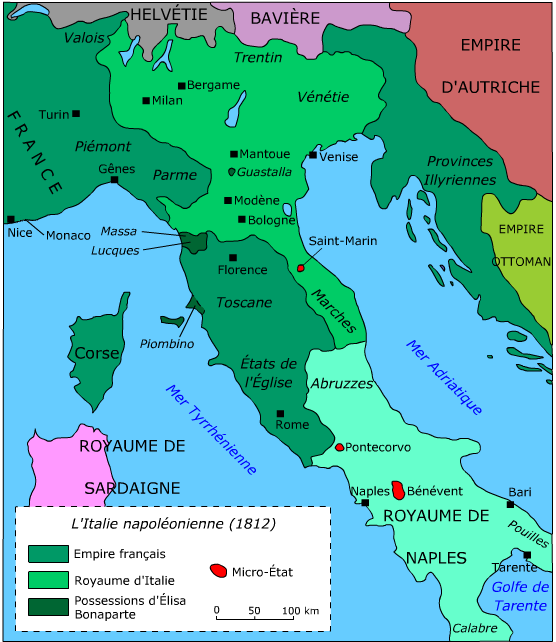
Le franc de Lucques et Piombino est produit à Florence, à 60 km de la principauté d'Élisa Bonaparte (en vert foncé).

L'atelier monétaire de Lucques ayant cessé toute activité depuis 1790, la production d'une monnaie lucquoise doit être envisagée à l'étranger. L'atelier monétaire le plus proche se trouve alors à Florence, capitale du royaume d'Étrurie, un État satellite de l'Espagne placé sous la souveraineté de la maison de Bourbon-Parme depuis le traité d'Aranjuez (21 mars 1801). En échange de la cession du duché de Parme plus au nord, la France avait consenti à remettre la Toscane à Louis de Bourbon, fils du duc de Parme et gendre du roi d'Espagne. Après sa mort le 27 mai 1803, c'est sa femme Marie-Louise de Bourbon qui assure la régence du royaume pour le compte de leur jeune fils Charles-Louis.
Il faut attendre le traité de Fontainebleau du 27 octobre 1807 pour que l'Espagne rétrocède l'Étrurie à Napoléon en échange de la création d'un royaume de Lusitanie septentrionale, centré autour de Porto au nord du Portugal et confié à Charles-Louis à titre de dédommagement,. Le 10 décembre 1807, les troupes françaises du général Miollis entrent à Florence, provoquant le départ de la régente Marie-Louise. Le 24 mai 1808, l'Étrurie est réunie à la France et divisée en trois départements (l'Arno, la Méditerranée et l'Ombrone). Un sénatus-consulte du 2 mars 1809 crée la grande dignité de grand-duc de Toscane, assortie de la fonction de gouverneur général des départements de Toscane. Un décret impérial nomme Élisa Bonaparte à cette position le jour suivant. Cette nomination confère à Élisa l'autorité nécessaire pour faire émettre la monnaie de sa principauté depuis l'atelier de Florence, au sein du département français de l'Arno.

## Production

### Création

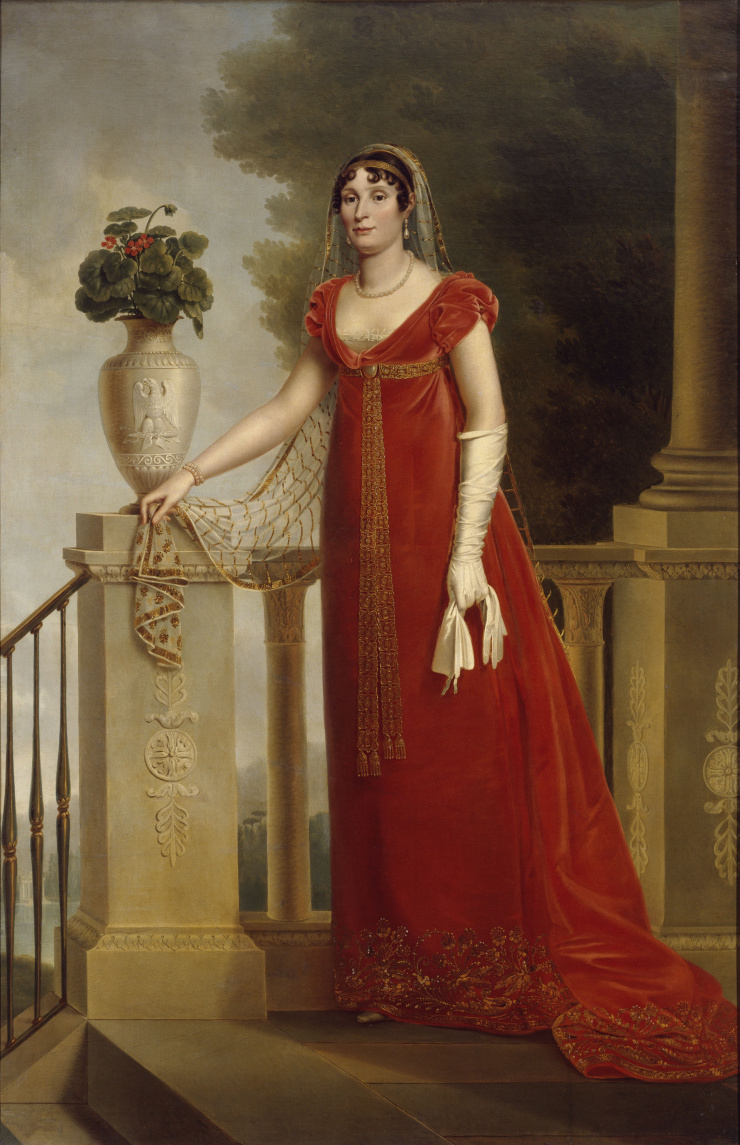
La princesse Élisa, sœur de Napoléon Ier, engage dès 1807 des efforts pour la création d'une monnaie nouvelle dans sa principauté de Lucques et Piombino.

Le 30 mars 1806, un décret impérial rattache la principauté de Lucques et Piombino au système monétaire de l'Empire français, y officialisant l'usage du franc français. Le 30 avril, les princes de Lucques décrètent eux-mêmes l'adoption du système métrique français. Le 13 mai, il est annoncé que les recettes et dépenses du trésor lucquois se feraient désormais en francs français. L'usage de la lire de Lucques et de la lire du royaume d'Étrurie demeure autorisé en attendant leur retrait de la circulation.
Dès 1807, la princesse Élisa adresse à son frère Napoléon Ier les dessins d'une monnaie nouvelle qu'elle souhaite faire frapper pour sa principauté, avec pour légende « Napoleone protegge l'Italia » (Napoléon protège l'Italie). Il s'agit d'une référence à la devise de l'Empire, Dieu protège la France, inscrite en creux dans la tranche des pièces françaises de 5 francs depuis 1803. Cette devise avait également été adaptée en Dio protegge l'Italia (Dieu protège l'Italie) dès 1806 pour orner la tranche des monnaies en or de la lire du royaume d'Italie,. Le 11 novembre 1807 à Fontainebleau, l'Empereur rejette ce parallèle excessivement élogieux en annotant lui-même le feuillet descriptif envoyé : « Ce type n'est pas convenable ; ce qu'on veut mettre en place de Dieu protège la France est indécent ».
Le 28 février 1809, le prince Félix fait paraître un décret officialisant le cours de la lire toscane dans la principauté, un francescone toscan valant 5 francs et 60 centimes. La parité avec la lire lucquoise est également fixée à 1 lire, 6 sous et 8 deniers (1,33 lire) pour 1 franc français.
Devenue gouverneur de Toscane le 3 mars 1809, Élisa s'adresse alors directement au directeur de l'atelier monétaire de Florence, Giovanni Fabbroni, pour faire battre monnaie à son effigie,. Ce dernier écrit au ministre français des Finances, Gaudin, afin de s'assurer que cette opération soit autorisée par le pouvoir central de l'Empire à Paris. Le 21 septembre, Fabbroni reçoit la réponse de Gaudin, qui, ayant consulté l'Empereur, y voit un moyen idéal de subvenir aux dépenses de l'atelier de Florence et donne toute autorité à la grande-duchesse de Toscane sur ce sujet.
Le 10 mai 1810, les essais de la monnaie de 5 francs sont présentés à la princesse. Satisfaite, elle demande plus de ressemblance dans la figure du prince et souhaite également hâter la production des pièces. C'est la première fois dans l'histoire pluriséculaire de la monnaie de Lucques que l'effigie d'un législateur est engravée à l'avers d'une pièce.

### Frappe

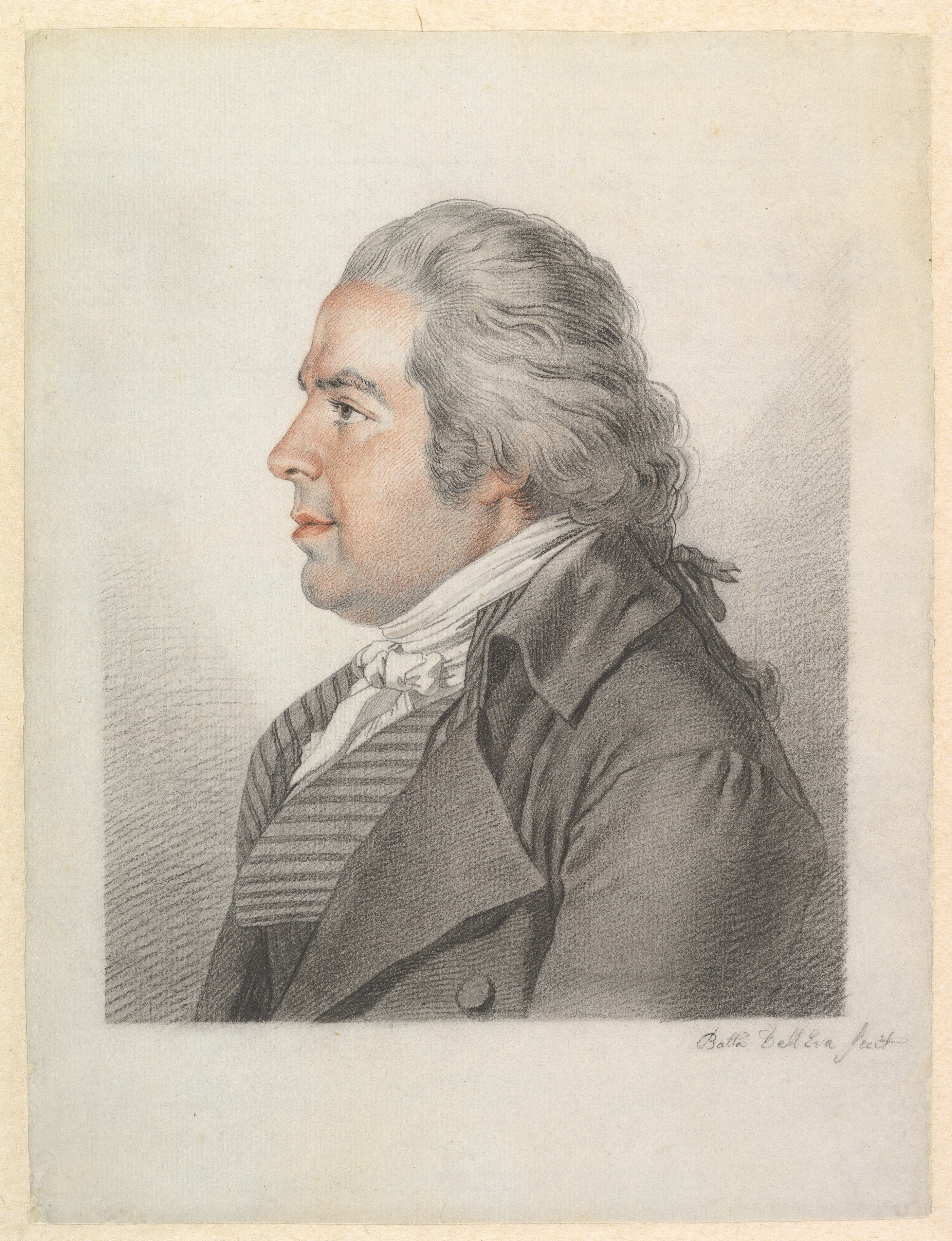
Le médailliste italien Giovanni Antonio Santarelli, basé à Florence, dessine et grave les coins des différents types du franc de Lucques.

La production de la monnaie de 5 francs commence en 1810. Dès le 29 mai, 22 001 pièces sont versées à la caisse de l'intendance. Élisa souhaite que la production se poursuive avec le millésime de 1807 jusqu'à hauteur de 100 000 francs. Le 24 novembre, un nouveau lot de 6 000 pièces de 5 francs est envoyé à Lucques, portant les millésimes 1806 et 1807.
Ce n'est que le 20 octobre qu'est publié le décret autorisant la production des pièces de 5 francs à l'effigie du couple princier.
Le 4 mai 1811, une ordonnance souveraine décide de la refonte de pièces en argent diverses d'une valeur totale de 200 000 francs, pour poursuivre l'émission de la monnaie de 5 francs dans un premier temps, puis engager celle des pièces de 1 franc dès 1812. La production connaît un rythme soutenu : le 7 avril 1812, la principauté a déjà reçu 20 000 pièces de 1 franc portant les millésimes 1806 et 1807.
C'est la municipalité de Lucques qui réclame la fabrication de pièces de métal inférieur, utiles au petit commerce et dont le manque se fait ressentir depuis plusieurs années. Le 23 novembre 1811, Élisa approuve les dessins de pièces de 2, 3 et 5 centimes proposés par l'atelier pour des monnaies en cuivre. Ces projets reprennent l'esthétique des pièces en argent tout en orientant les portraits à gauche à l'avers et en supprimant la couronne de laurier au revers. Le choix du millésime unique de 1806 pour les pièces en cuivre est une référence à l'année du décret impérial concernant la monnaie de Lucques.
Fin décembre, la princesse approuve définitivement de nouveaux essais modifiés, et autorise également l'émission d'un type additionnel de 1 centime. Le tirage des pièces de 1 et 2 centimes est ultérieurement abandonné, les registres de frappe de l'atelier de Florence ne faisant état que de la production de pièces de 3 et 5 centimes.
Entre 1812 et 1813, la pièce de 3 centimes est produite en grande quantité (225 000 exemplaires) du fait de sa popularité auprès des commerçants, qui l'assimilent facilement à l'ancien sou lucquois (soldo). En revanche, cette valeur déplait aux souverains qui souhaitent mettre en place un système décimal analogue à celui en vigueur en France. Le 7 décembre 1812, un type esthétiquement similaire d'une valeur de 5 centimes est mis en circulation. Sa production commence en 1813 mais se limite à seulement 71 500 exemplaires, du fait de son incompatibilité avec l'ancien système duodécimal et de l'hostilité de la population à son égard. Soucieux de soigner leur popularité alors que l'Empire est confronté à des revers militaires majeurs en Europe, les souverains de Lucques annulent finalement la production de la monnaie de 5 centimes en 1814 et planifient à la place d'étendre celle des pièces de 3 centimes.

## Monnaie

### Valeurs
La monnaie en circulation se décline en quatre valeurs. Les registres de frappe de l'atelier de Florence font état de l'émission d'un total de 707 125 pièces. 
L'ensemble des coins est gravé par Giovanni Antonio Santarelli, éminent médailleur italien et membre de l'académie de Florence.
Les pièces de 5 francs sont les premières produites, entre 1810 et 1814 pour un tirage total d'environ 350 000 pièces. 
Les pièces de 1 franc sont produites en 1812 pour un tirage total d'environ 60 625 pièces. 
Les pièces de 5 centimes sont produites en 1813 (20 000 exemplaires) et en janvier 1814 (51 500 exemplaires) pour un total d'environ 71 500 pièces. 
Les pièces de 3 centimes sont produites en 1812 (36 000 exemplaires) et en 1813 (189 000 exemplaires) pour un total d'environ 225 000 pièces. 
À l'avers, toutes les monnaies comportent les bustes accolés des souverains, tournés vers la droite sur les monnaies d'argent et vers la gauche sur celles de cuivre. La légende indique FELICE ED ELISA PP•DI LUCCA E PIOMBINO (Félix et Élisa couple princier de Lucques et Piombino). 
Au revers, les monnaies d'argent affichent la valeur écrite sur deux lignes, entre deux branches de laurier, avec l'année en exergue. Les monnaies de cuivre listent la valeur et le millésime sur trois lignes et comportent une étoile en exergue. La légende est invariablement PRINCIPATO DI LUCCA E PIOMBINO (principauté de Lucques et Piombino).
Les pièces de 5 francs et 1 franc pèsent respectivement 25 et 5 grammes, tandis que celles de 5 et 3 centimes pèsent 10 et 6 grammes. Les pièces de 5 francs sont les plus grandes à 37 millimètres, suivies par celles de 5 centimes avec 28 millimètres. Les pièces de 1 franc font le même diamètre que celles de 3 centimes à seulement 23 millimètres. 
Les monnaies d'argent ont un titre de 900 ‰. Elles partagent les mêmes dimensions que leurs équivalents en franc français, à côté desquelles elles circulent à parité. 
| \| 5 francs \| | \| 5 francs \| | \| 5 francs \| | \| 5 francs \| | \| 5 francs \| |
| --- | --- | --- | --- | -------------- |
| | | | |                |
| Avers : Bustes d'Élisa et Félix tournés vers la droite, avec l'inscription FELICE ED ELISA PP•DI LUCCA E PIOMBINO.                                          | Avers : Bustes d'Élisa et Félix tournés vers la droite, avec l'inscription FELICE ED ELISA PP•DI LUCCA E PIOMBINO. | Revers : Valeur au centre d'une couronne de laurier et de l'inscription PRINCIPATO DI LUCCA E PIOMBINO., et millésime en exergue | Revers : Valeur au centre d'une couronne de laurier et de l'inscription PRINCIPATO DI LUCCA E PIOMBINO., et millésime en exergue |                |
| Masse 25 g | Alliage Argent | Diamètre 37 mm | Épaisseur 2,4 mm |                |
| Artiste(s) Giovanni Antonio Santarelli | Artiste(s) Giovanni Antonio Santarelli                                                                             | Tranche Feuilles attachées à une tige en relief                                                                                  | Tranche Feuilles attachées à une tige en relief                                                                                  |                |
| Millésimes 1805 – 1808 | Millésimes 1805 – 1808                                                                                             | Tirage 60 625 pièces | Tirage 60 625 pièces |                |
| | | | |                |
| Remarques – L'ensemble des millésimes (1805-1808) est produit entre 1810 et 1814. Une variété du millésime de 1808 frappée avec un 7 dans l'8 est courante. | | | |                |
| 5 francs | | | |                |

| \| 1 franc \| | \| 1 franc \| | \| 1 franc \| | \| 1 franc \| | \| 1 franc \| |
| --- | --- | --- | --- | ------------- |
| | | | |               |
| Avers : Bustes d'Élisa et Félix tournés vers la droite, avec l'inscription FELICE ED ELISA PP•DI LUCCA E PIOMBINO. | Avers : Bustes d'Élisa et Félix tournés vers la droite, avec l'inscription FELICE ED ELISA PP•DI LUCCA E PIOMBINO. | Revers : Valeur au centre d'une couronne de laurier et de l'inscription PRINCIPATO DI LUCCA E PIOMBINO, et millésime en exergue | Revers : Valeur au centre d'une couronne de laurier et de l'inscription PRINCIPATO DI LUCCA E PIOMBINO, et millésime en exergue |               |
| Masse 5 g | Alliage Argent | Diamètre 23 mm | Épaisseur 1,42 mm |               |
| Artiste(s) Giovanni Antonio Santarelli | Artiste(s) Giovanni Antonio Santarelli                                                                             | Tranche Striée à 45 degrés | Tranche Striée à 45 degrés |               |
| Millésimes 1805 – 1808 | Millésimes 1805 – 1808                                                                                             | Tirage 350 000 pièces | Tirage 350 000 pièces |               |
| | | | |               |
| Remarques – L'ensemble des millésimes (1805-1808) est produit en 1812. À cause de son apparence différente et son insigne rareté (1 exemplaire connu), le premier type du millésime de 1805 est parfois considéré comme un prototype. | | | |               |
| 1 franc | | | |               |

| \| 5 centimes \|                                                                                                   | \| 5 centimes \|                                                                                                   | \| 5 centimes \|                                                                                          | \| 5 centimes \|                                                                                          | \| 5 centimes \| |
| --- | --- | --- | --- | ---------------- |
| | | | |                  |
| Avers : Bustes d'Élisa et Félix tournés vers la gauche, avec l'inscription FELICE ED ELISA PP•DI LUCCA E PIOMBINO. | Avers : Bustes d'Élisa et Félix tournés vers la gauche, avec l'inscription FELICE ED ELISA PP•DI LUCCA E PIOMBINO. | Revers : Valeur et millésime au centre de l'inscription PRINCIPATO DI LUCCA E PIOMBINO, étoile en exergue | Revers : Valeur et millésime au centre de l'inscription PRINCIPATO DI LUCCA E PIOMBINO, étoile en exergue |                  |
| Masse 10 g | Alliage Cuivre | Diamètre 28 mm                                                                                            | Épaisseur 1,95 mm                                                                                         |                  |
| Artiste(s) Giovanni Antonio Santarelli                                                                             | Artiste(s) Giovanni Antonio Santarelli                                                                             | Tranche Lisse                                                                                             | Tranche Lisse                                                                                             |                  |
| Millésimes 1806 | Millésimes 1806 | Tirage 71 500 pièces                                                                                      | Tirage 71 500 pièces                                                                                      |                  |
| 5 centimes | | | |                  |

| \| 3 centimes \|                                                                                                   | \| 3 centimes \|                                                                                                   | \| 3 centimes \|                                                                                          | \| 3 centimes \|                                                                                          | \| 3 centimes \| |
| --- | --- | --- | --- | ---------------- |
| | | | |                  |
| Avers : Bustes d'Élisa et Félix tournés vers la gauche, avec l'inscription FELICE ED ELISA PP•DI LUCCA E PIOMBINO. | Avers : Bustes d'Élisa et Félix tournés vers la gauche, avec l'inscription FELICE ED ELISA PP•DI LUCCA E PIOMBINO. | Revers : Valeur et millésime au centre de l'inscription PRINCIPATO DI LUCCA E PIOMBINO, étoile en exergue | Revers : Valeur et millésime au centre de l'inscription PRINCIPATO DI LUCCA E PIOMBINO, étoile en exergue |                  |
| Masse 6 g | Alliage Cuivre | Diamètre 23 mm                                                                                            | Épaisseur 1,95 mm                                                                                         |                  |
| Artiste(s) Giovanni Antonio Santarelli                                                                             | Artiste(s) Giovanni Antonio Santarelli                                                                             | Tranche Lisse                                                                                             | Tranche Lisse                                                                                             |                  |
| Millésimes 1806 | Millésimes 1806 | Tirage 225 000 pièces                                                                                     | Tirage 225 000 pièces                                                                                     |                  |
| 3 centimes | | | |                  |

### Types et variantes

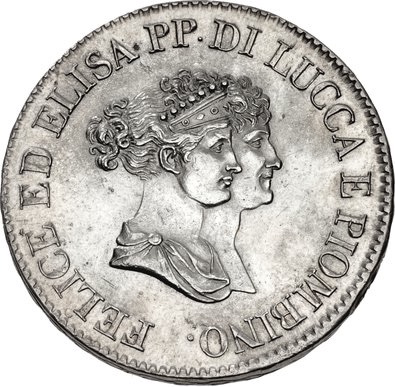
Le type dit petits bustes correspond aux pièces de 5 francs datées 1805 et à certaines datées 1808.

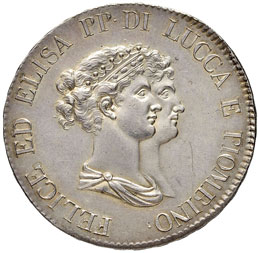
Le type dit moyens bustes correspond aux pièces de 5 francs datées 1806 et 1807 et à certaines datées 1808.

Aucune variante n'existe pour les pièces en cuivre de 5 et 3 centimes. 
La pièce de 1 franc 1805 se décline en deux types extrêmement rares, dont un seul exemplaire de chaque est connu. Un premier type caractérisé par l'aspect rudimentaire de la frappe est illustré dans les catalogues de référence d'Antonio Pagani et Lorenzo Bellesia. Un second type, dont l'unique exemplaire est proposé à la vente par la maison Numismatica Ars Classica en 2007, correspond à l'esthétique plus raffinée introduite par les types de 5 francs 1805, en particulier concernant la coiffure et le diadème de la princesse, ainsi que la police utilisée pour la légende,.
Les pièces de 1 franc 1806 et 1807 reprennent précisément les caractéristiques de ce deuxième type. Également fidèle à cette esthétique, le millésime 1808 s'en distingue seulement par une inscription de l'année nettement plus petite que pour les autres millésimes. À l'avers, il se décline également en deux variantes caractérisées par la forme des bustes et l'éloignement des cheveux des souverains par rapport à la légende.
La monnaie de 5 francs est celle qui connaît le plus de variations, avec trois variantes pour le millésime 1805, un seul type respectif pour 1806 et 1807, et six variantes pour 1808. À l'avers, les principales différences concernent la couronne, les cheveux d'Élisa et la position du buste de Félix par rapport au mot PIOMBINO. Au revers, les variations se concentrent autour des branches de laurier et du ruban qui les attache, ainsi que de la ponctuation présente ou non après le mot PIOMBINO et/ou après la date. 
La monnaie de 5 francs 1805 est traditionnellement catégorisée en deux types appelés petits bustes et bustes moyens dans les catalogues numismatiques. Cependant, le type de bustes moyens n'ayant jamais été photographié, il est établi que seul le type de petits bustes existe pour ce millésime. Ce malentendu vient des variations dans la position de la légende entre le listel et les bustes, donnant l'illusion de deux tailles de bustes. Le type dit bustes moyens caractérise les millésimes 1806 et 1807, tandis que trois tailles de bustes existent sur le millésime 1808, y compris une troisième esthétique qualifiée de grands bustes.

### Essais
Le 17 décembre 2019, la maison d'enchères Pandolfini propose à la vente un essai en cuivre du type petits bustes retenu pour la monnaie de 5 francs, dont la valeur est estimée entre 8 000 et 12 000 euros. Précédemment apparu en vente en 1922, cet exemplaire faisait alors partie de la collection de Philippe de Ferrari. La même vente aux enchères propose également un essai en argent du même type, inédit car contresigné d'un X entre les bustes et la légende à l'avers. Le catalogue de vente suppose que cette marque destinait la pièce à un contrôle interne préliminaire au sein de l'atelier monétaire.
Le 15 mai 2020, la maison d'enchères Inasta propose un essai d'un type de 1 centime ultérieurement abandonné, conforme à l'esthétique des monnaies de circulation de 5 et 3 centimes. Ce module est adjugé à sa mise à prix de 1 000 euros. 
| \| 1 centesimo \| | \| 1 centesimo \|                                                                                                   | \| 1 centesimo \|                                                                                         | \| 1 centesimo \|                                                                                         | \| 1 centesimo \| |
| --- | --- | --- | --- | ----------------- |
| | | | |                   |
| Avers : Bustes d'Élisa et Félix tournés vers la gauche, avec l'inscription FELICE ED ELISA PP• DI LUCCA E PIOMBINO.        | Avers : Bustes d'Élisa et Félix tournés vers la gauche, avec l'inscription FELICE ED ELISA PP• DI LUCCA E PIOMBINO. | Revers : Valeur au centre de l'inscription PRINCIPATO DI LUCCA E PIOMBINO, millésime et étoile en dessous | Revers : Valeur au centre de l'inscription PRINCIPATO DI LUCCA E PIOMBINO, millésime et étoile en dessous |                   |
| Masse 4,06 g | Alliage Aluminium                                                                                                   | Diamètre 19 mm                                                                                            | Épaisseur Inconnue                                                                                        |                   |
| Artiste(s) Giovanni Antonio Santarelli                                                                                     | Artiste(s) Giovanni Antonio Santarelli                                                                              | Tranche Lisse                                                                                             | Tranche Lisse                                                                                             |                   |
| Millésimes 1806 | | | |                   |
| | | | |                   |
| Remarques – Cet essai a probablement été présenté à la princesse Élisa fin 1811 avant que son émission ne soit abandonnée. | | | |                   |
| 1 centesimo | | | |                   |

## Retrait de la circulation

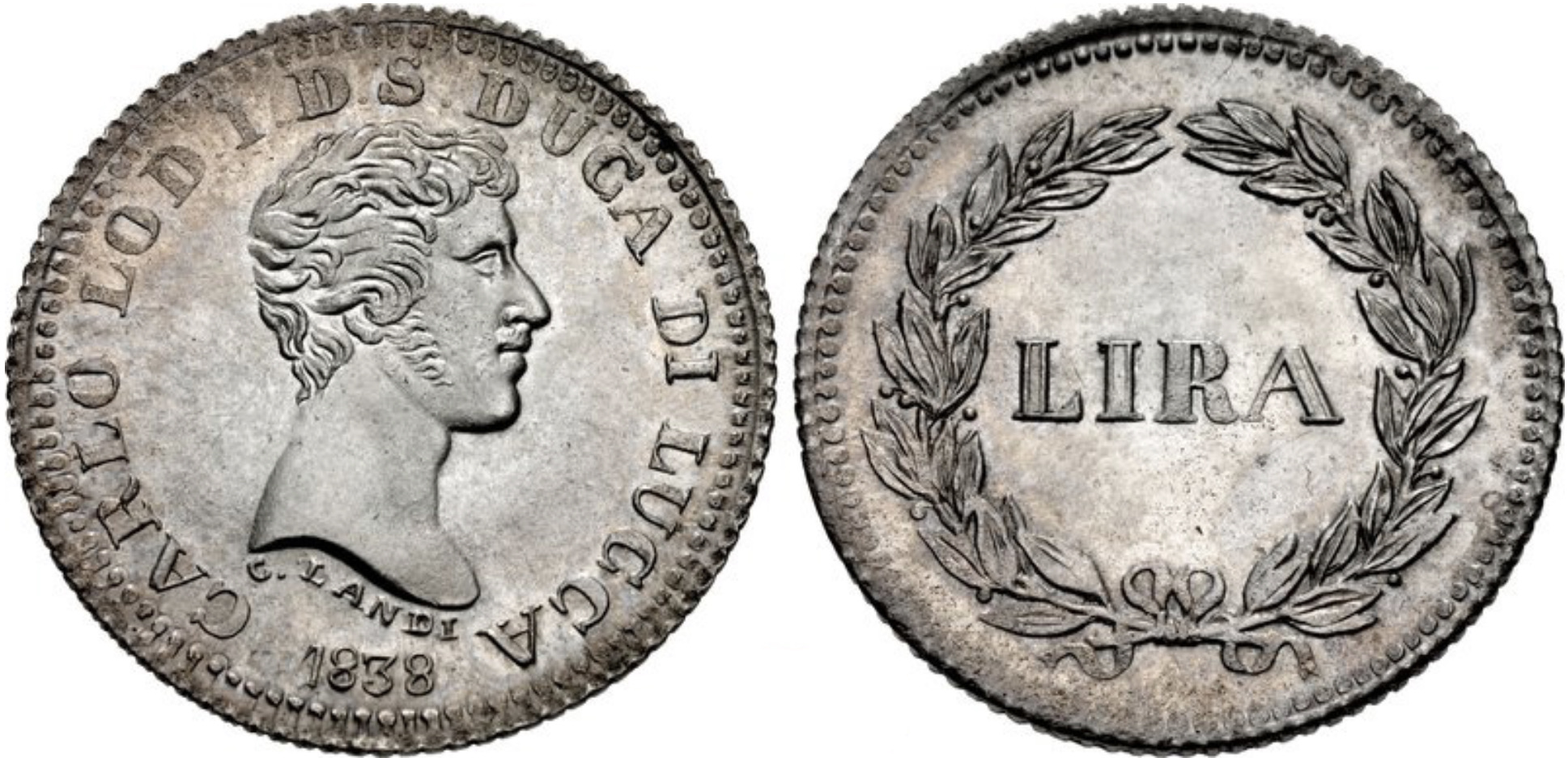
La nouvelle lire de Lucques à l'effigie du duc Charles-Louis remplace formellement le franc de Lucques et Piombino à partir de 1827.

À la chute du Premier Empire, l'armée autrichienne occupe la ville de Lucques du 15 mars 1814 au 9 juin 1815, jour de la création du duché de Lucques par le congrès de Vienne,. Ce nouvel État est confié à Charles-Louis de Bourbon, ancien roi d'Étrurie entre 1803 et 1807 et petit-fils de Ferdinand Ier, duc de Parme, Plaisance et Guastalla dépossédé en 1801 par le traité d'Aranjuez. Le duc de Lucques étant alors âgé de 15 ans, la régence est assurée par sa mère Marie-Louise comme en 1803 en Étrurie. L'exclave de Piombino est absorbée par le grand-duché de Toscane nouvellement créé. 
Les pièces d'argent du franc de Lucques et Piombino sont abondamment transportées en France, puisqu'elles comportent les mêmes caractéristiques métalliques que les pièces en franc français qui demeurent inchangées sous la Restauration. Au sein du duché de Lucques, les pièces à l'effigie d'Élisa et Félix sont fréquemment confondues avec le franc français, et coexistent avec de nombreuses monnaies d'usage, dont l'ancienne lire de Lucques, le florin toscan et de la lire du royaume d'Étrurie. En proie au chaos monétaire, le duché de Lucques fait alors face à une pénurie de monnaie d'argent comme de cuivre, insuffisante pour répondre aux besoins de la population. 
Marie-Louise de Bourbon projette de réformer la monnaie dès 1819, notamment dans le but de faire disparaître les traces du gouvernement d'Élisa Bonaparte. Son fils Charles-Louis, qui lui succède à sa mort le 13 mars 1824, décide de la création d'une nouvelle lire de Lucques à sa propre effigie et produite directement à Lucques pour la première fois depuis 1790,. Le 27 août 1826, il décrète l'émission de types fractionnels en cuivre subdivisant la lire en 20 sous de 12 deniers chacun conformément au système duodécimal traditionnel, afin de subvenir aux besoins urgents de petite monnaie. 
Après le succès de cette première série qui entre en circulation dès le 6 juillet 1827, le duc entreprend l'émission de types de plus haute valeur conformes au système décimal qui se généralise alors en Europe occidentale,. Le 24 mai 1834, le ministère des Finances lucquois ordonne la production d'une monnaie de 1 lire en argent, suivie le 5 août 1837 par un type similaire de 2 lires,. Le taux de change est fixé à 1,33 lire pour 1 franc, reprenant la même parité que celle décrétée par Félix en 1809 avec l'ancienne lire de Lucques.

## Valeur numismatique
Le 26 novembre 2007, la maison d'enchères milanaise Numismatica Ars Classica vend l'unique exemplaire connu de la monnaie d'un franc 1805 reprenant l'esthétique détaillée des émissions ultérieures. Mis à prix à 25 000 euros, le spécimen trouve preneur pour la somme de 36 000 euros. Il s'agit de la plus haute valeur enregistrée à ce jour lors d'une vente publique d'une monnaie du franc de Lucques.
Le 14 avril 2013, la maison d'enchères saint-marinaise Nomisma propose à la vente l'exemplaire d'un franc 1805 illustré dans les catalogues de référence de Pagani et Bellesia, de qualité TTB+. La monnaie reste alors invendue à une mise à prix de 30 000 euros, bien que le catalogue de vente la décrive comme « une monnaie d'une grande rareté qui constitue l'une des pièces clés de tout le XIXe siècle italien ». Le 16 novembre 2019, ce même exemplaire est vendu par la maison d'enchères monégasque Gadoury pour 21 000 euros, sur une mise à prix à 20 000 euros. L'exemplaire est attribué à la collection Murray Heiserman. 
L'exemplaire de meilleure qualité connu de la monnaie de 5 centimes, certifié mint-state-64 par la Numismatic Guarantee Corporation, est vendu le 12 septembre 2011 par Heritage Auctions pour 1 055 dollars avant frais. Le 14 avril 2015, cet exemplaire est revendu par la même maison d'enchères, cette fois pour seulement 588 dollars.
Le 29 octobre 2019, Nomisma vend pour 1 500 euros le deuxième meilleur exemplaire connu de la pièce de 3 centimes, gradé mint-state-64 par PCGS,.